# Resolució 1454 del Consell de Seguretat de les Nacions Unides
La Resolució 1454 del Consell de Seguretat de les Nacions Unides fou adoptada el 30 de desembre de 2002. Després de recordar totes les resolucions anteriors sobre Iraq, incloses les resolucions 661 (1991), 986 (1995), 1284 (1999), 1330 (2000), 1352 (2001), 1360 (2001), 1382 (2001) i 1409 (2002) i 1447 (2002) relatives al Programa Petroli per Aliments, el Consell es va ajustar la llista de mercaderies restringides (Llista de revisió de mercaderies) i els procediments per a la seva implementació en el marc del programa Petroli per Aliments.
El Consell de Seguretat estava convençut de la necessitat d'una mesura temporal per proporcionar assistència humanitària al poble iraquià fins que el govern de l'Iraq compleixi les disposicions de la resolució 687 (1991) i 1284, i havia distribuït l'ajuda a tot el país per igual. També va reafirmar el compromís de tots els estats amb la sobirania i la integritat territorial de l'Iraq, i la seva voluntat de millorar la situació humanitària i es compromet a ajustar la llista de revisió de mercaderies.
Actuant sota el Capítol VII de la Carta de les Nacions Unides, el Consell va ajustar la llista de revisions de mercaderies i els procediments per a la seva implementació. S'afegiren més de 50 articles a la llista de revisió de mercaderies. Es realitzaria una revisió de les mesures dins dels 90 dies i abans del final de l'extensió actual del Programa Petroli per Aliments, mentre que el Comitè establert en la Resolució 661 també va ser convidat a realitzar revisions. El secretari general Kofi Annan va rebre instruccions per desenvolupar taxes de consum i nivells d'ús de productes químics i medicaments especificats als annexos de la resolució en un termini de 60 dies. Finalment, la resolució va recórrer a tots els estats que cooperessin en la presentació puntual d'aplicacions tècnicament completes i l'emissió de llicències d'exportació.
La resolució 1454 va ser aprovada per 13 vots contra cap i dues abstencions de Rússia i Síria. Rússia es va oposar a la naturalesa "restrictiva" del text, mentre que Síria va assenyalar que l'Iraq havia començat a complir amb les inspeccions d'armes i va lamentar que la rapidesa de les negociacions amb l'aprovació de la resolució actual no permetés prou temps per examinar la llista.